# Blaž Lorković
Blaž Lorković (ur. 29 stycznia 1839 w Novigradzie na Dobri, zm. 17 lutego 1892 w Zagrzebiu) – chorwacki prawnik, ekonomista, pisarz i tłumacz.

## Życiorys
Prawo studiował na uniwersytetach w Zagrzebiu i Grazu. W 1871 roku w Grazu uzyskał stopień naukowy doktora. 
Był wykładowcą ekonomii politycznej i finansów na zagrzebskiej Akademii Prawa, a następnie na Wydziale Prawa Uniwersytetu w Zagrzebiu. W latach 1876–1877 i 1885–1886 pełnił funkcję dziekana, a w latach 1883–1884 rektora. Był członkiem Chorwackiej Akademii Nauki i Sztuki (HAZU). Uważany jest za najwybitniejszego ekonomistę XIX wieku. Popularyzował nauki ekonomiczne i gospodarcze.
Dokonywał pro publico bono przekładów zagranicznych prac naukowych. Pisał również opowiadania, powieści, felietony i biografie.

## Wybrane publikacje
(opracowano na podstawie materiału źródłowego)
- Dragoljub (1868)
- Razgovori o narodnom gospodarstvu (1880)
- Žena u kuči i u družtvu (1883)
- Počela političke ekonomije ili nauke obćeg gospodarstva (1889)
- Sadanje stanje gospodarske nauke (1891)